# Wautoma (hrabstwo Waushara)
Wautoma – miasto w Stanach Zjednoczonych, w stanie Wisconsin, w hrabstwie Waushara.